# . 257 Roberts
El .257 Roberts, también conocido como el .257 Bob, es un cartucho metálico de percusión central de calibre 6,5 mm (.25)para fusil. Es considerado como el cartucho con mejor balance entre bajo retroceso y trayectoria plana entre los calibres ligeros de percusión central, desde el .22 hasta .30.
El diámetro de la bala del .257 Roberts es de 6,35 mm (.257 pulgadas) al igual que el .250 Savage, el .25-06 Remington y el .257 Weatherby Magnum.

## Historia
El diseño de nuevos cartuchos calibre 6,35 mm (.25) se puso de moda en la década de 1920. Debido a la disponibilidad de mecanismos Mauser 98 económicos, el casquillo del 7 x 57 Mauser era la opción común para desarrollar nuevos cartuchos, además de tener una capacidad ideal de almacenamiento de la pólvora disponible en esos tiempos para los cartuchos de calibre 6,35 mm (.25).
Ned Roberts es acreditado como quien desarrolló este cartucho y Remington Arms quien lo introdujo comercialmente propia de tal cartucho, con ligeras variaciones en el diseño inicial de Roberts.
Desde su introducción hasta la aparición de los cartuchos calibre 6 mm, como el .243 Winchester y el 6mm Remington, el .257 Roberts fue muy popular entre cazadores y escritores como Jack O'Connor. Actualmente, a pesar de haber perdido mucha popularidad, se siguen calibrando fusiles de cerrojo más populares para este cartucho.

## Performance
Con balas ligeras el .257 Roberts produce muy poco retroceso y tiene una trayectoria plana que lo hace adecuado para caza menor. Con balas más pesadas genera algo más de retroceso pero completamente manejable, y lo vuelve una elección adecuada para la caza de cérvidos de tamaño medio. Las cargas propulsoras originales le otorgaban un rendimiento muy similar al .250-3000 Savage

## Cartuchos mejorados
Uno de las mejoras comunes que se le hizo al Roberts, fue el .257 Roberts +P que tiene un límite de presión máxima SAAMI de 58,000  (400 MPa) comparados a los 54,000 psi (370 MPa) listados en el .257 Roberts estándar.
P.O. Ackley Dijo que el .257 Roberts Ackley Improved era probablemente el cartucho más útil para todo propósito. El Ackley Improved fue básicamente consistió básicamente en la mejora típica de P.O, que consistía en darle más espacio a los lados haciendo más empinado el ángulo del cuello para generar más presión y aumentar la capacidad del casquillo.

## Uso deportivo
El .257 Roberts es adecuado para la caza mayor, si bien capaz de abatir animales de tallas considerables, es más recomendable para la caza de animales de contextura ligera generando un retroceso suave para el cazador y adecuado para especies de caza menor y alimañas.
Quien use el .257 Roberts debe tomar en cuenta sus limitaciones con respecto a alternativas más rápidas del mismo calibre, ya que la eficacia de los proyectiles ligeros va de la mano con la velocidad de este al momento del impacto.